# 미스트라이얼
《미스트라이얼》(영어: Mistrial)은 미국에서 제작된 헤이우드 굴드 감독의 1996년 액션 스릴러 드라마 텔레비전 영화이다. 빌 풀먼 등이 출연하였고, 브루스 코언 등이 제작에 참여하였다. 이 영화는 1996년 11월 2일 HBO를 통해 처음 방영되었다.

## 줄거리
두 NYPD 경찰관 중 한 명이자 전처 살해 혐의로 기소된 사회운동가 에디 리오스(세다)가 법적 허점으로 무죄 판결을 받은 후, 그를 체포한 형사 스티브 도너휴(풀먼)는 법관, 배심원단, 그리고 리오스를 인질로 잡고, 이전에 허용되지 않았던 증거를 제시하며 새로운 재판을 열기로 결정한다. 그의 상관 루 웅거(로자)는 도너휴에게 평화롭게 인질극을 끝내라고 설득하려 한다.

## 출연진
- 빌 풀먼
- 로버트 로자
- 존 세이다
- 블레어 언더우드
- 케이시 시마스코
- 리오 버미스터
- 로마 마피아
- 제임스 레브혼
- 크리스티나 콕스
- 조지프 서머

## 기타 제작진
- 공동 제작: 리베카 스파이킹스
- 협력 제작: 바트 브라운
- 배역: 메리 커훈
- 미술: 데이비드 채프먼
- 의상: 데니즈 크로넌버그

## 배경
이 영화는 주로 캐나다에서 촬영되었다.